# Карпичева
Карпичева — деревня в Чердынском городском округе Пермского края России. До января 2020 года входила в Ныробское городское поселение Чердынского района. Расположена непосредственно у северо-восточной окраины рабочего посёлка Ныроб.
Климат умеренно континентальный с продолжительной холодной и снежной зимой и коротким летом. Снежный покров удерживается 170—190 дней. Средняя высота снежного покрова составляет более 70 см, в лесу около 1 метра. В лесу снег сохраняется до конца мая. Продолжительность безморозного периода примерно 110 дней.

## Население
| 2010 |
| ---- |
| 20   |

Постоянное население на 2002 год — 28 человек, 89 % русские.